# Vilaietul Janina
Vilaietul Janina, Yanya sau Ioannina (în turcă otomană ولايت يانیه, transliterat: Vilâyet-i Yanya) a fost o diviziune administrativă de prim nivel (vilaiet) a Imperiului Otoman, înființată în 1867. La sfârșitul secolului al XIX-lea, avea o suprafață de 18.320 km². A fost creată prin contopirea pașalâcului Yanina⁠(d) cu pașalâcul Berat⁠(d), cu sangeacurile Janina⁠(d), Berat⁠(d), Ergiri, Preveze, Tırhala și Kesriye. Kesriye a fost retrogradat ulterior la rang de kaza și inclus în vilaietul Monastir, iar Tırhala a fost cedată Greciei⁠(d) în 1881.

## Istorie

### Mișcarea națională greacă din Epir

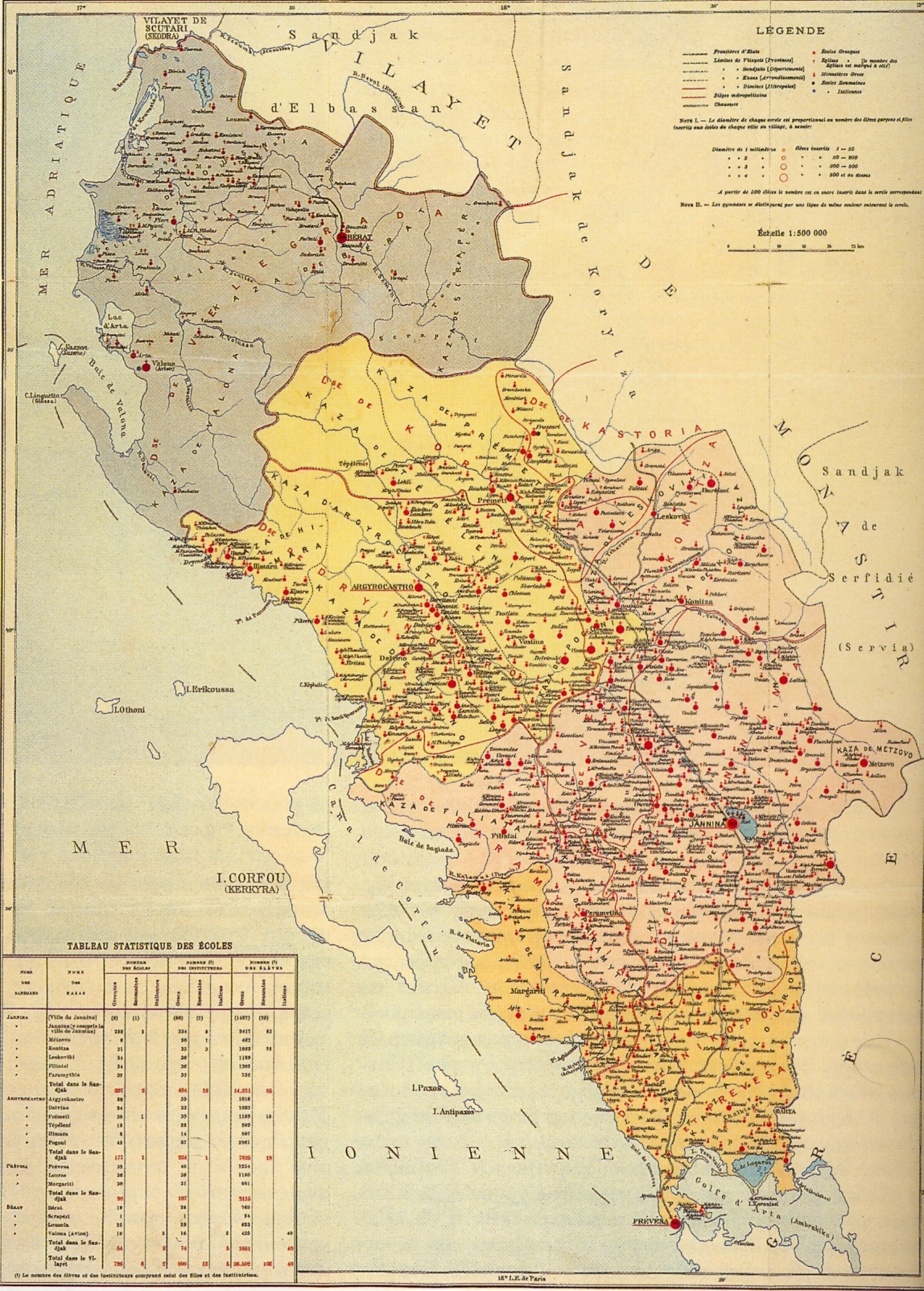
Instituțiile de învățământ din vilaiet (1908): roșu pentru cele grecești, violet pentru cele românești, albastru pentru cele italiene

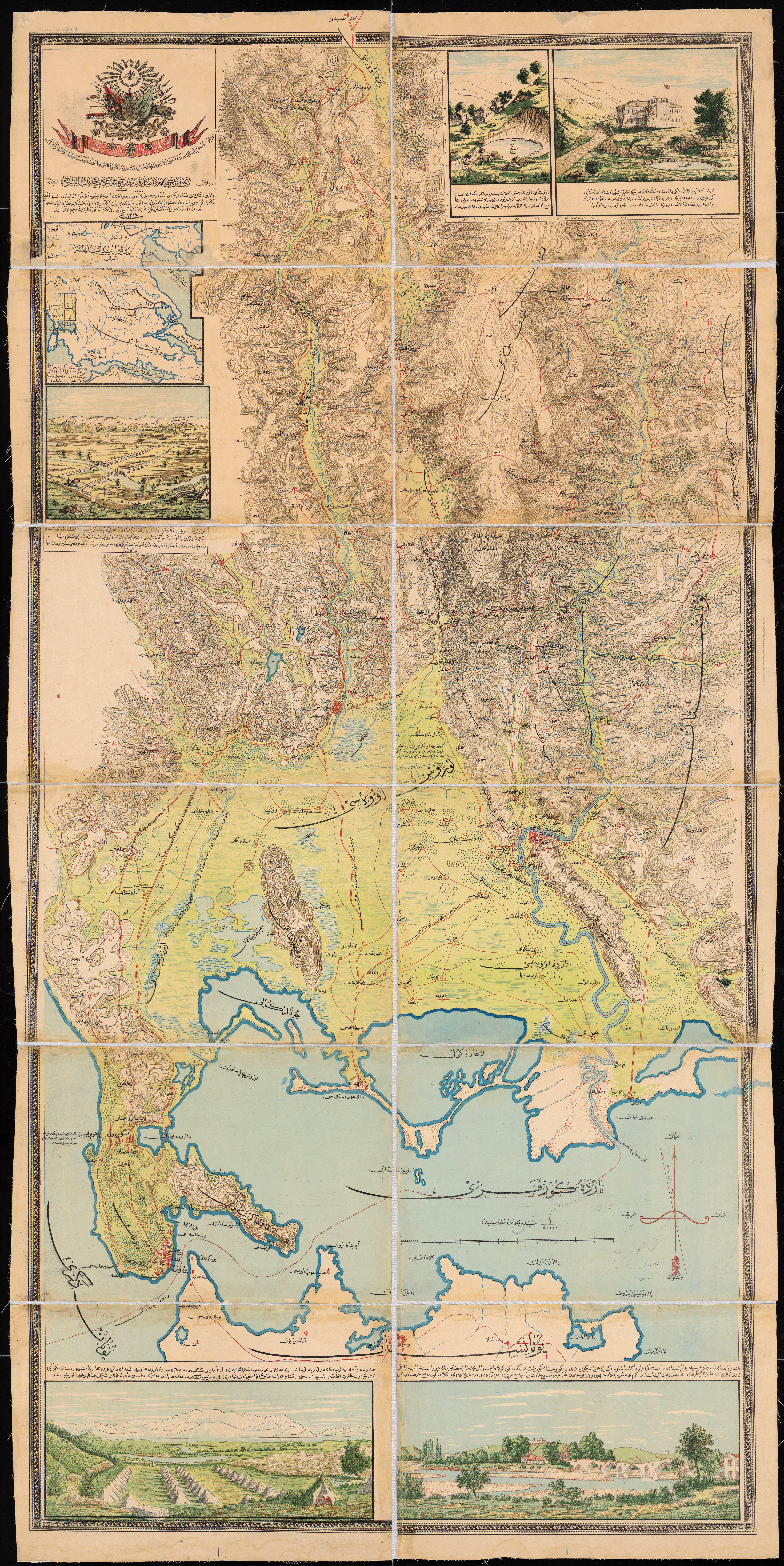
Harta otomană a părții de sud a vilaietului (1896)

Deși o parte a populației locale a contribuit în mare măsură la Războiul de Independență al Greciei (1821–1830), regiunea Epir nu a devenit parte a statului grec în acea perioadă. În 1878, a izbucnit o rebeliune în care revoluționarii, în principal epiroți, au preluat controlul asupra Sarandei și Delvinei. Ea a fost însă suprimată de trupele otomane, care au ars 20 de sate din regiune.
În anul următor, populația greacă din regiunea Ioannina a autorizat un comitet pentru a prezenta guvernelor europene dorința lor de unire cu Grecia.
În 1906, diaspora epirotă, în frunte cu Panagiotis Danglis⁠(d) și Spyros Spyromilios⁠(d), a înființat Societatea Epirotă, care urmărea anexarea regiunii la Grecia prin furnizarea de arme de foc localnicilor greci.

### Deșteptarea națională a albanezilor
Vilaietul Janina era și unul dintre principalele centre ale vieții culturale și politice a albanezilor, majoritari în zone din acest vilaiet și din vilaietul Manastir învecinat. Unul dintre cele mai importante motive a fost influența educației și culturii grecești pe care scriitorii sud-albanezi au primit-o în celebra școală greacă din Ioannina, Zosimaia⁠(d). Abdyl Frashëri⁠(d), primul ideolog politic al deșteptării naționale a albanezilor⁠(d), a fost unul dintre cei șase deputați ai vilaietului Janina în primul parlament otoman⁠(d) din 1876–1877. Abdyl Frashëri, din Frashër, Albania modernă, împreună cu Mehmet Ali Vrioni⁠(d) din Berat (tot din Albania modernă), și câțiva membri ai comunității albaneze din Ioannina, au fondat Comitetul Albanez din Janina⁠(d) în mai 1877. Frashëri a luptat împotriva deciziilor impuse de Rusia prin tratatul de la San Stefano. Liga de la Prizren era însă în predominant musulmană albaneză, în timp ce creștinii ortodocși locali simpatizau mai mult cu cauza grecilor.

### Sfârșitul stăpânirii otomane
În timpul răscoalei albaneze din 1912⁠(d), vilaietul Janina a fost propus ca unul dintre cele patru vilaiete care să fie comasate pentru a forma un vilaiet albanez⁠(d). Guvernul otoman a pus capăt revoltelor albaneze pe 4 septembrie 1912, acceptând aproape toate cererile rebelilor albanezi, între care formarea acestui vilaiet până la sfârșitul anului.
În urma primului război balcanic din 1912–1913 și a tratatului de la Londra, partea de sud a vilaietului, inclusiv reședința Ioannina, a fost încorporată în Grecia. Grecia ocupase și nordul Epirului în timpul Războaielor Balcanice, dar tratatul de la București, care a încheiat cel de al Doilea Război Balcanic, a atribuit Epirul de Nord⁠(d) Albaniei.

## Demografie
Vilaietul Janina era divers din punct de vedere etnic, lingvistic și cultural.
Au existat o serie de estimări despre etnia și apartenența religioasă a populației locale. Imperiul Otoman își clasifica și număra cetățenii în funcție de religie și nu de etnie, ceea ce a dus la recensăminte ineficiente și la lipsa clasificării populațiilor în funcție de grupurile lor etnice. Vilaietul era locuit predominant de albanezi și greci, în timp ce religiile principale erau islamul și creștinismul ortodox. Districtele Janinei care au fost ulterior încorporate în Grecia erau predominant grecești.
Potrivit raportului anual otoman din 1890/91, vilaietul Janina avea 512.812 locuitori, dintre care 44% musulmani, 48% creștini ortodocși⁠(d), 7% aromâni și 0,7% evrei. Albanezii ortodocși reprezentau 52% din populația ortodoxă, în timp ce grecii constituiau 48% din populația ortodoxă. Albanezii reprezentau 69% din populație, în timp ce grecii reprezentau 23% din populație.
Potrivit lui Aram Andonyan și Zavren Biberyan în 1908, dintr-o populație totală de 648.000 de locuitori, 315.000 erau albanezi, dintre care majoritatea musulmani și ortodocși, câțiva fiind romano-catolici. Aromânii și grecii erau aproximativ 180.000 și, respectiv, 110.000. Existau și comunități mai mici de bulgari, turci, romi și evrei.
Potrivit lui Tom Winnifrith și Eleftheria Nikolaidou, statisticile otomane din 1908, de după recunoașterea comunității aromâne, oferă următoarele cifre pe grupuri etnice: dintr-o populație totală de 550.000, grecii erau cei mai numeroși (300.000), urmați de albanezi (210.000), aromâni (25.000) și de comunitatea evreiască (3.000). Nikolaidou adaugă că sangeacurile Janina, Preveza și Gjirokastër erau preponderent grecești, sangeacurile Igoumenitsa (pe atunci Gümeniçe, Reșadiye între 1909 și 1913 în onoarea luu Mehmet al V-lea, sultanul otoman) aveau o ușoară majoritate greacă, iar nordul Beratului era predominant albanez. Potrivit ei, statisticile oficiale otomane din vilaietul Janina aveau tendința de a favoriza elementul albanez în detrimentul celui grec. Winnifrith afirmă că în aceste cifre se remarcă o scădere a populației ca urmare a emigrării în Grecia și America, în timp ce numărul aromânilor pare mic.
Heraclides și Kromidha (2023) susțin că albanezii erau majoritari în vilaiet în ansamblul lui, 2/3 dintre albanezi fiind musulmani, în timp ce grecii creștini ortodocși formau o minoritate puternică. Albanezii dominau în nordul și centrul vilaietului, iar grecii dominau în sud.
Potrivit Sir Hamilton Alexander Rosskeen Gibb⁠(d) în 1895, existau c. 224.000 de musulmani. Populația ortodoxă cuprindea c. 118.000 de greci (parțial de origine albaneză, elenizați de-a lungul unui secol de instituțiile religioase și de învățământ grecești) și c. 129.500 de albanezi, iar populația evreiască era de 3.500 de oameni. Potrivit lui Zafer Golen, două treimi din populație erau musulmani albanezi,  în timp ce, potrivit lui Dimitrios Chasiotis c. 419.403 din populația totală erau greci, împreună cu 239.000 de turci și albanezi și 6.000 de evrei.  Lontos estima că 3/4 din populație era creștină.
| Estimări neoficiale pentru vilaietul Yanya |                  |                   |                             |                               |
| Etnie                                      | 1890-91 (Dushku) | 1895 (Gibb)       | 1908 (Andonyan și Biberyan) | 1908 (Nikolaidou, Winnifrith) |
| albanezi                                   | 353.840          | 129.517 - 353.495 | 315.000                     | 210.000                       |
| greci                                      | 117.947          | 118.033           | 110.000                     | 300.000                       |
| aromâni                                    | 35.897           |                   | 180.000                     | 25.000                        |
| turci                                      |                  | 0 - 223.885       | 10.000                      | 20.000                        |
| bulgari                                    |                  |                   | 20.000                      |                               |
| romi                                       |                  |                   | 7.000                       |                               |
| evrei                                      | 3.590            | 3.517             | 6.000                       | 3.000                         |
| Total                                      | 512.812          | 474.952           | 648.000                     | 550.000                       |

## Subdiviziuni administrative
Sangeacurile vilaietului:
1. Sangeacul Ioannina (Yanya, Aydonat, Filat⁠(d), Maçova, Leskovik, Koniçe)
2. Sangeacul Ergiri (Ergiri, Delvine, Sarandoz, Premedi, Frașer, Tepedelen, Kurvelesh⁠(d), Himara⁠(d))
3. Sangeacul Preveze⁠(d) (Preveze, Loros⁠(d), Margliç)
4. Sangeacul Berat⁠(d) (Berat, Avlonya, Loșine⁠(d), Brad)